# 김재홍 (1928년)
김재홍(1928년 8월 25일 ~ 2008년 12월 10일)은 대한민국의 정치인이다. 제36대 강진군수를 역임했다.

## 역대 선거 결과
|  | 48.77% |

|  | 25.71% |